# Aller-Zeitung
Die Aller-Zeitung (AZ) ist eine Lokalzeitung in Gifhorn. Die verkaufte Auflage beträgt 19.546 Exemplare, ein Minus von 38,5 Prozent seit 1998.

## Beschreibung
Die Lokalzeitung erscheint in Gifhorn in der Madsack Medien Ostniedersachsen GmbH & Co. KG (MMO), einer einhundertprozentigen Tochter des Madsack-Verlags in Hannover (Hannoversche Allgemeine Zeitung).
Die AZ arbeitet eng mit der in Wolfsburg erscheinenden Wolfsburger Allgemeinen Zeitung zusammen, die ebenfalls von MMO herausgegeben wird.
Bei MMO erscheinen darüber hinaus auch die Peiner Allgemeine Zeitung sowie die Anzeigenblätter Hallo Wochenende Peine, Hallo Wochenende Salzgitter, Hallo Wochenende Gifhorn und Hallo Wochenende Wolfsburg.
Im Raum Gifhorn konkurriert die Aller-Zeitung mit der Gifhorner Rundschau.
Die erste Ausgabe der Zeitung erschien im Jahr 1850. Im Jahr 1900 bezog die Redaktion einen Bau an der Rotaller, der die Zeitung noch heute beheimatet. Der Lokalteil und ein Großteil der Sportberichterstattung der AZ werden in Gifhorn erstellt; den überregionalen Teil, den sogenannten Mantel, liefert die in Hannover ansässige Zentralredaktion RedaktionsNetzwerk Deutschland (RND). Gedruckt wird die AZ in Rodenberg.
Die gemeinsame Internetseite von Aller-Zeitung und Wolfsburger Allgemeiner Zeitung erreicht rund 3,4 Millionen Seitenabrufe und 700.000  Visits pro Monat.

## Auflage
Die Auflage der Aller-Zeitung wird gemeinsam mit der Schwesterpublikation Wolfsburger Allgemeine Zeitung ausgewiesen. Seit 2014 haben beiden Blätter an Auflage eingebüßt. Die verkaufte Auflage ist in den vergangenen 10 Jahren um durchschnittlich 5,3 % pro Jahr gesunken. Im vergangenen Jahr hat sie um 10 % abgenommen. Sie betrug 2021 19.546 Exemplare. Der Anteil der Abonnements an der verkauften Auflage lag 2021 bei 87,4 Prozent.
| 1998  | 1999  | 2000  | 2001  | 2002  | 2003  | 2004  | 2005  | 2006  | 2007  | 2008  | 2009  | 2010  | 2011  | 2012  | 2013  | 2014  | 2015  | 2016  | 2017  | 2018  | 2019  | 2020  | 2021  | 2022  | 2023  | 2024  |
| ----- | ----- | ----- | ----- | ----- | ----- | ----- | ----- | ----- | ----- | ----- | ----- | ----- | ----- | ----- | ----- | ----- | ----- | ----- | ----- | ----- | ----- | ----- | ----- | ----- | ----- | ----- |
| 31803 | 32590 | 33622 | 34477 | 35325 | 36118 | 37027 | 37092 | 37155 | 37611 | 37626 | 37730 | 37589 | 37236 | 37113 | 36863 | 35955 | 33775 | 31961 | 30687 | 29314 | 28433 | 27932 | 27243 | 24931 | 23145 | 20830 |